# Rol minor
În actorie⁠(d), un rol minor reprezintă un rol al cărui dialog are mai puțin de cinci replici, însă interacționează cu actorii principali⁠(d). Acesta este cunoscut și sub denumirile sub-5⁠(d) în Statele Unite, sub-6 în Marea Britanie sau rol walk-on.
În materie de replici, rolurile minore se situează între figurant și actor secundar⁠(d). Termenul descrie atât actorii amatori care nu au obținut încă roluri secundare sau principale, cât și actorii care interpretează în mod regulat astfel de roluri.
Spre deosebire de figuranți, actorii din roluri minore sunt uneori menționați în generic. O excepție de la această regulă este rolul cameo în care un actor cunoscut sau o celebritate⁠(d) apare într-un rol minor.
În versiunea cinematografică⁠(d) a piesei de teatru muzical Show Boat⁠(d) din 1951, rolul bucătăresei Queenie - interpretată de Frances E. Williams⁠(d) - a fost transformat în rol minor, deși în reprezentație era rol secundar. Numele lui Williams nu este menționat în generic. De asemenea, rolul actorului William Warfield⁠(d) a fost scurtat drastic, însă numele său apare în generic, deoarece a cântat melodia „Ol' Man River⁠(d)”.
Rolurile minore sunt adesea semnificative pentru povestea prezentată. Un exemplu este rolul poștașului - interpretat de Jack Albertson⁠(d) - în filmul Miracolul de pe strada 34 din 1947. Dabbs Greer⁠(d), actor cunoscut pentru roluri sale minore, a susținut că „fiecare actor de personaj este actor principal în propria lor sferă”.
Regizorul Konstantin Stanislavski a remarcat că „nu există roluri minore, doar actori mici”.